# Wilhelm Ludwig Petermann
Wilhelm Ludwig Petermann  (Leipzig, 1806 - 1855, ibíd.) fue un botánico y agrostólogo alemán. Fue profesor de Filosofía y de Botánica, y curador del Herbario de la Universidad de Leipzig. Sus precisas ediciones de la obra de Linneo –de dos volúmenes y 32 + 1102 pp.– se reeditan con frecuencia (la última edición es de 2007; ISBN 3-906166-03-1)

## Algunas publicaciones
- 1849. Deutschlands Flora mit Abbildungen sämmtlicher Gattungen auf 100 Tafaln

- 1846. Analytischer Pflanzenschlssel für botanische Excursionen in der Umgegend von Leipzig (Excursiones botánicas con taxonomías analíticas en la vecindad de Leipzig)

- 1845. Das Pflanzenreich in vollständigen Beschreibungen aller wichtigen Gewächse dargestellt ... durch naturgetreue Abbildungen erläutert. 282 pp.

- 1841. Flora des Bienitz und seiner Umgebungen ... Mit einer Karte

- 1840. Caroli Linnaei Opera. Editio prima critica, plena, ad editiones veras exacta, textum nullo rei detrimento contractum locosque editionum discrepantes exhibens. Vol. 1., Systema vegetabilium. Ed. Lipsiae, Sumptum fecit O. Wigand

- 1838. Flora Lipsiensis excursoria, exhibens plantas phanerogamas circa Lipsiam tam sponte nascentes quam in agris cultas, simul cum arboribus et fruticibus pomerii Lipsiensis

- 1835. Caroli Linnaei Opera. Editio prima critica, plena, ad editiones veras exacta, textum nullo rei detrimento contractum locosque editionum discrepantes exhibens. Vol. 2. Systema vegetabilium. Ed. Lipsiae, Sumptum fecit O. Wigand

- 1835. De flore gramineo, adjectis graminum circa Lipsiam tam sponte nascentium quam in agris cultorum descriptionibus genericis. Dissertatio botanica

- De flore gramineo, adjectis graminum circa Lipsiam tam sponte nascentium quam in agris cultorum descriptionibus genericis. Dissertatio botanica

## Honores

### Epónimos
Familia
- (Petermanniaceae) Petermannia F.Muell.[2]

- (Begoniaceae) Petermannia Klotzsch[3] nom. illeg. [= Begonia L., 1753

- (Chenopodiaceae) Petermannia Rchb.[4] nom. superfl. [≡ Cycloloma Moq., 1840, nom. nov.]

- La abreviatura «Peterm.» se emplea para indicar a Wilhelm Ludwig Petermann como autoridad en la descripción y clasificación científica de los vegetales.[5]

Produjo más de 210 registros IPNI de identificaciones y clasificaciones de nuevas especies.